# 小鉤
小鉤（こはぜ）
1. 布に縫い付けられた爪型の小さな留め具。鞐、甲馳[1]。
2. 建築用語で、金属板を用いた屋根葺きにおける板留め部分。

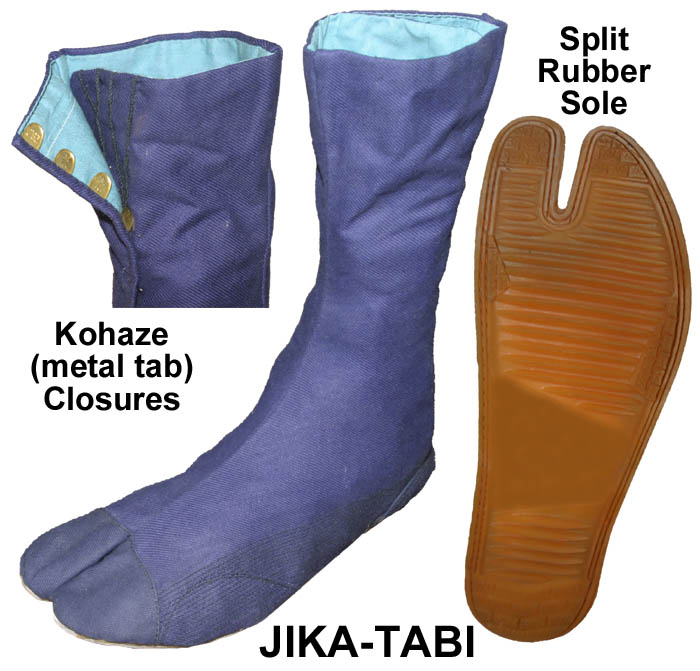
地下足袋（前側）

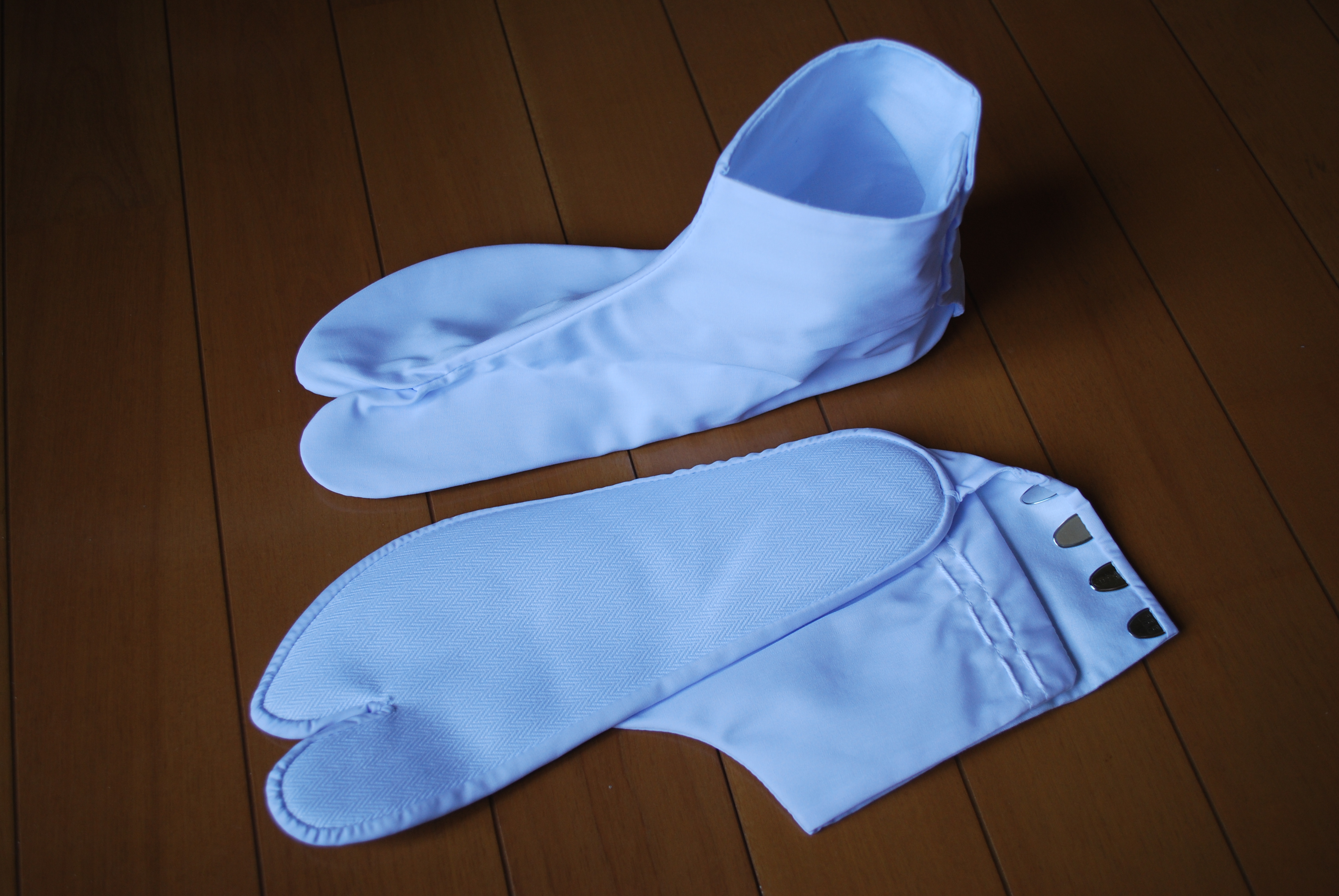
白足袋（踵側）

3. 始祖鳥の小羽枝に生じる小突起。

ここでは、1. について説明する。
小鉤（こはぜ、英: clasp）は、布に縫い付けられた爪型の小さな留め具。国字で鞐とも表記される。
足袋（地下足袋を含む）、手甲、脚絆などの衣服類においては、着用時に、もう一方の布にある掛け糸（受け糸）に引っ掛けて、固定する。その他、袋類や書物の帙にも用いられる。

## 歴史
起源は中国の留め具で、象牙やクジラのひげ、魚の骨などを財布などの留め具に使用していたものである。
これが足袋の留め具に応用されるようになったのは江戸時代（元禄）頃といわれ、鶴・水牛・鹿の骨や角が多く用いられたという。当時の財布の留め金をヒントに、まず小鉤脚絆（江戸脚絆）が開発された。その後、足袋にも応用された。明治頃までの小鉤の素材は金や象牙、鯨の骨などが主流だったが、現在ではほぼ真鍮などの金属製になった。
当初は、小鉤を装置する部分の布をタツといったが、その後、タツはコウの一部となった
幕末の幕府雇員の服装や、明治4年に太政官布告によって制定された陸軍将校服に用いられたボタンの製作に携わったのは、錺師（かざりし）や足袋の小鉤製造から転じた者たちであったともいわれる。
小鉤がブリキ製になったのは明治16年頃から、真鍮製になったのは明治20年から、という説がある。